# Les Paradis perdus (album)
Pour les articles homonymes, voir Les Paradis perdus.
Albums de Christophe
Christophe
(1972) Les Mots bleus
(1974)
Les Paradis perdus est le quatrième album studio de Christophe, paru en 1973.

## Historique
Pour réaliser cet album, son producteur Francis Dreyfus lui a adjoint les services du compositeur Jean Michel Jarre promu ici parolier.

## Réception
Selon l'édition française du magazine Rolling Stone, cet album est le 31e meilleur album de rock français. Il est également inclus dans l'ouvrage Philippe Manœuvre présente : Rock français, de Johnny à BB Brunes, 123 albums essentiels.

## Liste des pistes
| No | Titre                                          | Durée |
| -- | ---------------------------------------------- | ----- |
| 1. | Avec l'expression de mes sentiments distingués | 1:58  |
| 2. | Emporte-moi                                    | 6:19  |
| 3. | Mama                                           | 2:35  |
| 4. | Du pain et du laurier                          | 3:26  |
| 5. | Mickey                                         | 2:34  |
| 6. | Les Paradis perdus                             | 6:58  |
| 7. | Intermède                                      | 0:55  |
| 8. | Le Temps de vivre                              | 4:18  |
| 9. | Ferber endormi                                 | 1:50  |